# Ферги
Стејси Ен Фергусон (енгл. Stacy Ann Ferguson; Хацијенда Хајтс, 27. март 1975), познатија по свом сценском имену Ферги, америчка је певачица, текстописац, модни дизајнер, телевизијски водитељ и глумица. Била је члан дечје ТВ серије Kids Incorporated, и девојачке групе Wild Orchid. Била је женски вокал хип-хоп групе The Black Eyed Peas са којом је постигла светски успех. Њен солистички деби албум садржи пет Билборд хот 100 синглова који су били међу првих пет, од којих су се три попела до врха листе.
Након напуштања групе Wild Orchid 2001, Фергусон се придружила групи The Black Eyed Peas. Са њима је произвела низ хитова и албума пре успешног издавања деби албума The Dutchess, у септембру 2006. The Black Eyed Peas су имали даљег успеха издавањем свог трећег албума са Фергусоновом, The E.N.D.. Остварили су свој први низ првопласираних песама на Биллбоард Хот 100 листи. Она је почела турнеју током 2009/2010 са својом групом. Исто тако је лансирала и свој деби парфем, Outspoken, под покровитељством компаније Авон маја 2010.
Наставља успешну каријеру са групом The Black Eyed Peas. Издали су албум  новембра 2010, који садржи три сингла, укључујући две првопласиране песаме. Како су Фергиних пет соло синглова и шест синглова са The Black Eyed Peas достигли два милиона преузимања у Сједињеним Државама, она је постала уметник са највише двомилионских продаја почетком 2011.
У глумачкој каријери, најзначјнија јој је улога Теми Висан у филму Грајндхаус (2007) редитеља Роберта Родригеза и Квентина Тарантина.

## Дискографија
Студијски албуми
- The Dutchess (2006)
- Double Dutchess (2017)

### Видеографија
| Спот                                            | Година | Режисер                         |
| ----------------------------------------------- | ------ | ------------------------------- |
| London Bridge                                   | 2006   | Марк Веб                        |
| Fergalicious                                    | 2006   | Фатима Робинсон                 |
| Glamorous                                       | 2007   | Дејв Мејерс                     |
| Big Girls Don't Cry                             | 2007   | Антони Мандлер                  |
| Clumsy                                          | 2007   | Рич Ли,Марк Веб                 |
| A Little Party Never Killed Nobody (All We Got) | 2013   | Филип Анделман, Фатима Робинсон |
| L.A. Love (La La) (Remix)                       | 2014   | Рич Ли                          |
| M.I.L.F. $                                      | 2016   | Колин Тили                      |
| Life Goes On                                    | 2016   | Крис Марс Пилиеро               |
| Hungry                                          | 2017   | Бруно Илоги                     |
| You Already Know                                | 2017   | Бруно Илоги                     |
| Like It Ain't Nuttin                            | 2017   | Бен Мор                         |
| Enchanté (Carine)                               | 2017   | Бруно Илоги                     |
| Just Like You                                   | 2017   | Бруно Илоги                     |
| Save It Till Morning                            | 2017   | Алек Кешишиан                   |
| A Little Work                                   | 2017   | Џонас Акерлунд                  |
| Love is Blind                                   | 2017   | Крис Уленс                      |
| Tension                                         | 2017   | Фатима Робинсон                 |
| Love is Pain                                    | 2017   | Нина МкНели                     |
| London Bridge                                   | 2025   |                                 |